# Anderson Silva (football)
Anderson Luis da Silva est un footballeur brésilien né le 22 décembre 1972.